# オーシーシー
株式会社オーシーシー（英: OCC Corporation、旧社名：株式会社沖縄電子計算センター）は、沖縄県浦添市沢岻2丁目に本社を置く日本のコンピュータサービス会社である。
なお、神奈川県横浜市に本社を置く株式会社オーシーシーとは無関係である。

## 概要
株式会社OCC（オーシーシー、Okinawa Computing Center）は、1966年に創業者・板井裕氏を中心に、当時の沖縄県内有力企業数社の出資によって設立された、沖縄県初のコンピューター会社である。創業時はアメリカ施政権下の沖縄において、「株式会社沖縄電子計算センター」の名称で設立され、資本や実績を持たない16名の若者たちが、夢と希望を胸に地域の情報化と近代化に取り組んだ。
創業当初から地方自治体、国・県の公共機関、民間企業を中心にITサービスを提供し、本土復帰時には通貨（ドルから円）や行政システムの移行業務、沖縄国際海洋博覧会（EXPO）関連のシステム運用にも関与。行政、金融、流通、製造、教育、医療など多様な分野において、県内外で幅広く実績を築いてきた。
1986年の創業20周年を機に社名を「株式会社OCC」に変更。以降、ネットワーク・インフラ整備、インターネットやVANサービスの展開、地域IT化の推進に取り組みつつ、台湾・香港・インドネシアなどアジア各地への進出も果たした。現在ではミャンマーおよびベトナムにも拠点を持ち、グローバルな展開を行っている。
「OCCの歴史は沖縄のコンピュータの歴史」と称されるように、黎明期から現在に至るまで沖縄の情報産業を牽引する存在であり、今後も「あらゆる企業・団体の繁栄を希い(ねがい)　あらゆる企業・団体に奉仕する」を企業理念に、確かな技術と地域密着の姿勢で未来のIT社会の構築に寄与し続けている。

## 事業所
- 本　　社：沖縄県浦添市沢岻2丁目17番1号　OCCコンピュータビル
- 東京支社：東京都港区芝1-4-10　トイヤビル7F
- 那覇支店：沖縄県那覇市真嘉比2丁目
- 北部支店：沖縄県名護市大西2-8-3
- 宮古支店：沖縄県宮古島市平良字下里994-1　1階
- 八重山支店：沖縄県石垣市真栄里332番地－3　1階
- OCCデータセンター：セキュリティ上、住所については非公開。
- ヘルパーステーションOCC：沖縄県浦添市宮城5-3-7　1階
- OCC宜野湾オフィス：沖縄県宜野湾市大山3丁目5番1号　3階

## 沿革
| 1966年10月 | 旧社名（株式会社沖縄電子計算センター）設立、沖縄経済界有志によって資本金8万ドル、社員16名、OUK1004型小型電子計算機を設備し、沖縄初のコンピュータサービス専門企業として那覇市下泉町に誕生。                                                                    |
| 1967年3月  | 沖縄山形屋、琉球生命、沖縄銀行各種計算業務を初めて受注。 |
| 1969年12月 | NEC中型電子計算機2200-M200システム導入。 |
| 1972年10月 | 「情報化貢献企業」として通産大臣賞受賞。米軍施政権下の沖縄において地域情報化に貢献したこと、本土復帰に際し政府から受託した「通貨切り替え」「運転免許証」マスタの警察庁移管業務などが評価され、コンピュータサービス企業としては全国唯1社、初の大臣表彰される。 |
| 1973年3月  | 株式会社データサービス沖縄設立。 |
| 1975年2月  | 沖縄国際海洋博プロジェクト受注。財団法人日本情報処理開発協会及びNECから「場内情報管理システム」の構築、電算室運用業務を受注。翌年3月納入完了。 |
| 1978年3月  | OCC本社ビル竣工。那覇市より移転。 |
| 1979年4月  | ONET（OCC・オンライン・ネットワーク）サービス開始。県内主要市町村へのサービス（住民情報システム）開始。 |
| 1980年3月  | 香港、インドネシア営業開始。駐在員2名をジャカルタにおく。 |
| 1981年8月  | 情報処理振興事業協会から大型ソフトを受注。IPAの全国プログラム公募に応募。「地域行政漢字総合オンラインシステム」の開発委託を受ける。 |
| 1981年10月 | マイコンプラザOCC開店。那覇市久茂地にNECマイコンショプを開店。 |
| 1981年11月 | 「優良申告法人」として北那覇税務署長から表敬を受ける。 |
| 1984年4月  | 「安全対策事業所」として通産省から認定（沖縄第1号）。 |
| 1984年9月  | 郵政省「VAN一般2種届出業者」として認定（沖縄第1号）。 |
| 1984年11月 | 「社会保険事業優良法人」として労働大臣表敬。 |
| 1985年1月  | 「OCC-VAN」付加価値通信網サービス・イン 。 |
| 1985年11月 | 八重山地区「常駐メンテナンス・サービス」開始。石垣市内にサービスステーションを設ける。 |
| 1986年7月  | 「株式会社OCC」へ社名変更。創立20周年を記念しCIを導入、現社名へ変更。併せてロゴ、OCCの歌等を制定。 |
| 1987年12月 | 「宮古営業所開設」 |
| 1989年9月  | 「沖縄流通VAN株式会社」設立。県内主要卸業者、金融機関など数10社に諮り量販店・問屋・メーカ間の受発注を目的としたOR-VANを発足、サービスイン開始。 |
| 1989年11月 | 沖縄労働基準局長より「ゆとり創造優秀賞」を受賞（沖縄第1号）。 |
| 1991年2月  | 通産省「システム・インテグレータ登録」が認可（沖縄第1号）。 |
| 1992年12月 | OCC新本社ビル落成。 |
| 1994年9月  | CS（通信衛星）放送受信設備設置。 |
| 1995年7月  | 八重山支店マイコンプラザOCC石垣店オープン。 |
| 1996年2月  | インターネットサービス事業開始。プロバイダーとして「Southern X」（サザンクロス）をスタート 。5月にはインターネット上に仮想電子王国「琉球インターネット王国」（RIK）を建国。                                                                                   |
| 1999年1月  | 北部営業所開設。地域密着型の営業で北部地区のサービスを強化、および新規業務開拓のため名護市に北部営業所を開設。 |
| 2001年6月  | ISO 9001認証取得。 |
| 2003年1月  | プライバシーマーク認証取得。 |
| 2003年8月  | ISO 14001認証取得。 |
| 2004年5月  | ICカードによる社員証併用の入退管理システム導入。 |
| 2004年7月  | ISMS認証取得。 |
| 2005年5月  | 東京支社を開設。 |
| 2007年7月  | ISO 27001取得。 |
| 2015年7月  | OCC新データセンター開設。沖縄情報通信センターに 入居し最新施設を活用、データセンター基盤と連携 したBPOサービスを展開。 |
| 2016年8月  | 創立50周年記念「サラ・オレイン with 琉球フィル シンフォニックコンサート」開催。 |
| 2017年8月  | ミャンマー連邦共和国のヤンゴン市内に現地法人「MyanmarOCC 」設立。 |
| 2017年12月 | 「地域未来牽引企業」として選定される。 |
| 2018年12月 | グループ会社である株式会社C&C沖縄が、株式会社沖縄データセンター様の事業全般を譲受。 |
| 2021年11月 | 「おきなわSDGsパートナー」に登録。 |
| 2023年8月  | 当社のグループ会社である、株式会社データサービス沖縄および株式会社ステーション・ピー2社を吸収合併。 |
| 2025年7月  | ベトナム社会主義共和国のホーチミン市に現地法人「VIETNAM OCC」設立。 |